# Kiviuq (Mythologie)
Kiviuq (gesprochen „Qiviuq“, „Kiviuk“ und in weiteren Variationen) ist der Held epischer Geschichten in der Welt der Eskimos in den arktischen Regionen Kanadas, Alaskas und Grönlands.
Kiviuq ist ein ständiger Eskimo-Wanderer. Gespenster, Riesen, Kannibalen, Bären und Seemonster sind in der Welt von Kiviuk alltäglich und fügen ihm immer aufs Neue Schaden zu. Kiviuq reist mit dem Hundeschlitten, dem Kayak, oder wird auf dem Rücken riesiger Fische getragen. Seine übernatürliche Kraft lassen ihn aber auf seinen Fahrten durch den hohen Norden aller gegen ihn gerichteter Gewalt widerstehen.
Die Geschichten über Kiviuqs Abenteuer erzählt man sich quer durch die Arktis. Kiviuq wurde sehr alt und hatte sogar mehrere Leben. Die Orte der Handlung und die genauen Begebenheiten variieren von Erzähler zu Erzähler. In Grönland wird er „Qooqa“ und in Alaska „Qayaq“ genannt.  
Eine vielzitierte Legende von Kiviuq erzählt von seiner Freundschaft zu dem Enkel einer alten Frau. Alle Welt schmähte den Jungen und machte sich lustig über ihn bis auf Kiviuq. Die alte Frau schwor Rache und verwandelte ihren Enkel in eine Robbe, die hinaus ins Meer schwimmen sollte. Die Männer folgten dem Tier, um es zu jagen. Noch bevor die Jäger es erreichten, schaffte es die alte Frau, einen Sturm entstehen zu lassen, der alle außer der Robbe und Kiviuq, der den Tross in seinem Kajak begleitete, für immer in die Tiefe riss. Zurück am sicheren Ufer wurde der Junge wieder zurückverwandelt und Kiviuq fuhr mit seinem Kayak davon, um anderenorts weitere Abenteuer zu bestehen und um in anderen Ländern neue Menschen kennenzulernen.
Ältere Eskimos erzählen, er lebe noch immer und bestehe irgendwo seine Erlebnisse. Denn bevor er sterbe, müsse er sich seinen Leuten noch einmal zeigen. Erzählter Überlieferung nach haben sich Kviuqs Geschichten in vielen verschiedenen Versionen erhalten und in jüngster Zeit werden sie von einer neuen Generation von Eskimo-Geschichtenerzählern auch in geschriebener oder grafischer Form weitergegeben.
Kiviuq ist auch ein Mond von Saturn, der nach diesem legendären Helden benannt wurde.